# Хитров Євген Ігорович
Євген Ігорович Хитро́в (нар. 18 серпня 1988, Кривий Ріг, Дніпропетровська область) — український професійний боксер. Чемпіон світу (2011), бронзовий призер чемпіонату Європи (2013), переможець Кубка Європи (2010), чемпіон та призер чемпіонатів України (2011, 2010, 2009). Заслужений майстер спорту України.

## Любительська кар'єра

### Чемпіонат світу 2011
Головний успіх на любительському рингу прийшов до Євгена 2011 року, коли він переміг на чемпіонаті світу. На шляху до перемоги здолав угорця Золтана Харча, у фіналі був сильнішим за японця Рета Мурата.
- 1/32 фіналу. Переміг Нурсахата Паззієва (Таджикистан) — RSC
- 1/16 фіналу. Переміг Владаміра Мілевські (Литва) — 21-13
- 1/8 фіналу. Переміг Золтана Харчу (Угорщина) — RSC
- 1/4 фіналу. Переміг Александра Дреновака (Сербія) — 34-15
- 1/2 фіналу. Переміг Богдана Журатоні (Румунія) — RSC
- Фінал. Переміг Рьота Мурата (Японія) — 24-22

### Олімпійські ігри 2012
Учасник Олімпійських ігор 2012, де вибув зі змагань на етапі 1/8 фіналу після скандального та несподівано несправедливого суддівського рішення.
- 1/8 Програв Ентоні Огого (Велика Британія) — 18-18(+)

### Чемпіонат Європи 2013
- 1/8 фіналу. Переміг Віктора Коробчевського (Молдова) — 3-0
- 1/4 фіналу. Переміг Максима Газізова (Росія) — 3-0
- 1/2 фіналу. Програв Джейсону Квіглі (Ірландія) — 0-3

## Професійна кар'єра
Підписав контракт з американською компанією Fight Promotions, 18 грудня 2013 року провів свій перший професіональний бій у Нью-Йорку.
14 січня 2017 року, в бою за титул чемпіона WBC Silver проти американця Іммануеля Аліма, зазнав першої поразки на професійному ринзі.

### Таблиця боїв
| 20 Перемог (17 нокаутом, 3 за рішення суддів), 2 Поразки (1 нокаутом, 1 за рішення суддів) |        |                     |        |                |        |         |      |                   |                                                           |                                                                                     |       |
| Результат                                                                                  | Рекорд | Суперник            | П-П-Н  | Останні 6 боїв | Спосіб | Раунд   | Час  | Дата              | Місце проведення                                          | Примітки                                                                            | Відео |
| Перемога                                                                                   | 20-2   | Ернест Амузу        |        |                | TKO    | 3 (8)   |      | 23 листопада 2019 | Bryan Glazer Family JCC Auditorium, Тампа, Флорида, США   |                                                                                     |       |
| Перемога                                                                                   | 19-2   | Габріел Фам         |        |                | TKO    | 6 (8)   |      | 1 серпня 2019     | Convention Center, Монровіль, Алабама, США                | Завоював вакантний титул чемпіона WBC United States (USNBC) в другій середній вазі. |       |
| Перемога                                                                                   | 18-2   | Малкольм Макалістер |        |                | KO     | 4 (6)   |      | 9 листопада 2018  | Forum, Інглвуд, Каліфорнія, США                           |                                                                                     |       |
| Поразка                                                                                    | 17-2   | Брендон Адамс       |        |                | UD     | 5       |      | 16 травня 2018    | LADC Studios, Лос-Анджелес, Каліфорнія, США               |                                                                                     |       |
| Перемога                                                                                   | 17-1   | Морган Фітч         |        |                | KO     | 3 (5)   |      | 10 травня 2018    | LADC Studios, Лос-Анджелес, Каліфорнія, США               |                                                                                     |       |
| Перемога                                                                                   | 16-1   | Джонатан Батіста    |        |                | KO     | 1 (8)   |      | 9 грудня 2017     | Masonic Temple, Норфолк, Вірджинія, США                   |                                                                                     |       |
| Перемога                                                                                   | 15-1   | Деррік Фіндлі       |        |                | UD     | 8       |      | 15 вересня 2017   | Foxwoods Resort Casino, Ледьярд, Коннектикут, США         |                                                                                     |       |
| Поразка                                                                                    | 14-1   | Іммануель Алім      | 16-0-1 |                | TKO    | 6 (10)  | 1:20 | 14 січня 2017     | Барклайс-центр, Бруклін, Нью-Йорк                         | Бій за вакантний титул чемпіона WBC Silver в середній вазі.                         |       |
| Перемога                                                                                   | 14-0   | Пол Мендез          | 19-2-2 |                | TKO    | 9 (10)  | 1:20 | 21 липня 2016     | Foxwoods Resort, Mashantucket, Коннектикут, США           |                                                                                     |       |
| Перемога                                                                                   | 13-0   | Кеннет Макніл       | 9-1-0  |                | UD     | 10 (10) | —    | 5 березня 2016    | Sands Bethlehem Event Center, Бетлехем, Пенсільванія, США |                                                                                     |       |
| Перемога                                                                                   | 12-0   | Джош Лютеран        | 14-2-0 |                | KO     | 2 (10)  | 1:55 | 31 жовтня 2015    | Цирк, Кривий Ріг                                          |                                                                                     |       |
| Перемога                                                                                   | 11-0   | Нік Брінсон         | 17-3-2 |                | TKO    | 8 (8)   | 2:31 | 7 серпня 2015     | Bally's Atlantic City, Атлантик-Сіті, Нью-Джерсі          |                                                                                     |       |
| Перемога                                                                                   | 10-0   | Арон Колі           | 9-0-1  |                | UD     | 8 (8)   | —    | 10 квітня 2015    | Aviator Sports Complex, Бруклін, Нью-Йорк                 |                                                                                     |       |
| Перемога                                                                                   | 9-0    | Хорхе Мелендес      | 28-4-1 |                | TKO    | 8 (10)  | 0:42 | 6 березня 2015    | MGM Grand, Лас-Вегас, Невада                              |                                                                                     |       |
| Перемога                                                                                   | 8-0    | Моріс Луїзхоум      | 8-0-1  |                | TKO    | 3 (8)   | 0:24 | 9 січня 2015      | Morongo Casino Resort & Spa, Кабазон, Каліфорнія          |                                                                                     |       |
| Перемога                                                                                   | 7-0    | Луїс Роуз           | 11-1-1 |                | KO     | 1 (8)   | 2:35 | 21 листопада 2014 | Hard Rock Hotel & Casino, Талса, Оклахома                 |                                                                                     |       |
| Перемога                                                                                   | 6-0    | Віллі Форчун        | 17-1-0 |                | TKO    | 1 (8)   | 0:30 | 8 серпня 2014     | CONSOL Energy Center, Піттсбург, Пенсільванія             |                                                                                     |       |
| Перемога                                                                                   | 5-0    | Кріс Четмен         | 12-3-1 |                | TKO    | 3 (6)   | 2:18 | 6 червня 2014     | Turning Stone Resort & Casino, Верона, Нью-Йорк           |                                                                                     |       |
| Перемога                                                                                   | 4-0    | Джес Фіппс          | 4-2-0  |                | TKO    | 2 (6)   | 2:07 | 10 квітня 2014    | BB King Blues Club & Grill, Нью-Йорк                      |                                                                                     |       |
| Перемога                                                                                   | 3-0    | Джуліус Кеннеді     | 7-7-1  |                | TKO    | 5 (6)   | 2:29 | 21 лютого 2014    | Shipley Arena, Честер, Пенсільванія                       |                                                                                     |       |
| Перемога                                                                                   | 2-0    | Ромон Барбер        | 4-6-0  |                | TKO    | 3 (6)   | 0:43 | 31 січня 2014     | Harrah's, Честер, Пенсільванія                            |                                                                                     |       |
| Перемога                                                                                   | 1-0    | Крістіан Наву       | 2-5-1  |                | TKO    | 1 (8)   | 2:57 | 18 грудня 2013    | Webster Hall, Нью-Йорк                                    | Дебютний бій Хитрова                                                                |       |

## Спортивні досягнення

### Професійні регіональні
- 2015—2016 —  чемпіон у середній вазі (72,5 кг) за версією Північноамериканської боксерської федерації (NABF)
- 2019 —  чемпіон США у другій середній вазі (76,2 кг) за версією WBC (WBC USA)

### Міжнародні аматорські
- 2011 —  Чемпіон світу у середній вазі (до 75 кг)
- 2013 —  Бронзовий призер чемпіонату Європи у середній вазі (до 75 кг)

### Регіональні аматорські
- 2011 —  Чемпіон України у середній вазі (до 75 кг)
- 2010 —  Срібний призер чемпіонату України у середній вазі (до 75 кг)
- 2009 —  Бронзовий призер чемпіонату України у напівсередній вазі (до 69 кг)

## Нагороди

### Державні
- Орден «За заслуги» III ступеня (12 жовтня 2011) — за вагомий особистий внесок у розвиток  вітчизняного  спорту, досягнення високих результатів,  зміцнення міжнародного авторитету України[6].

### Регіональні
- Знак «За заслуги перед містом» (Кривий Ріг) І ступеня (23 жовтня 2015) — за сумлінну плідну працю, визначні спортивні досягнення на міжнародній арені, високий професіоналізм, вагомий особистий внесок у розвиток боксу в місті[7][8].

## По завершенню спортивної кар'єри
По завершенню спортивної кар'єри став президентом Криворізької міської федерації боксу та почав займатися деякими іншими видами діяльності.